# Rivière Tay
La rivière Tay est une rivière du comté de Lanark, dans l'Est de l'Ontario, au Canada. Il se trouve dans le bassin hydrographique de la rivière des Outaouais et est un affluent rive gauche de la rivière Rideau .
Le bassin hydrographique de la rivière Tay, qui couvre une zone de drainage de plus de 800 kilomètres carrés, est le plus à l'ouest des six sous-bassins hydrographiques reconnus gérés par l'Office de protection de la vallée de la Rideau (en).

## Cours
Cette rivière prend sa source au lac Bobs (en) et quitte le lac, contrôlé par un déversoir, près de la communauté de Bolingbroke dans le canton géographique de Sherbrooke Sud, partie de la municipalité de Tay Valley. Il se dirige vers le nord-est, passe sous la route de comté 36 de Lanark, atteint le lac Christie et y passe dans le canton géographique de Bathurst. Il continue vers le nord-est, passe sous la route 6 du comté de Lanark et se divise en deux canaux; le canal droit est connu sous le nom de Scotts Snye. La rivière traverse ensuite la communauté de Glen Tay et continue jusqu'à Perth . La rivière se divise en deux canaux principaux lorsqu'elle traverse le centre-ville de Perth. Les deux canaux se sont recombinés au moment où il quitte Perth et continue jusqu'à la rivière Rideau, qui se jette via la rivière des Outaouais dans le fleuve Saint-Laurent.
La rivière a une longueur de 95 km et draine une superficie de 850 km2. Un canal relie la rivière au canal Tay (en) et canal Rideau dans la baie Beveridge sur le lac Lower Rideau.

## Lacs du bassin versant de Tay

### Sommet du bassin versant (au-dessus de la ligne de chemin de fer nord-sud d'Oconto à Tichborne)
Abbott, Barton, Carnahan, Clow, Danby, Duncan, Eagle, Elbow, Leggat, Little Beaver, Little Mud, Long, Miller, Oconto, Scanlin, Spruce, Watson

### Bassin versant moyen (entre la ligne Oconto/Tichborne et le lac Christie)
Atwood, Beaver, Bobs & Crow, Buck Bay, Burns Pond, Christie, Crosby, Davern, Deer, Doran, Farrell, Green Bay, Lake of the Hills, Little Crosby, Little Rock, Little Silver, Little Twins, Lynn, Mud Bay, O'Brien, brochet, arc-en-ciel, rocher (nord), meunier, étang Thompson, Victoria, Weatherhead

### Au-dessous du lac Christie
Andrew, Docteur McLaren, Mills, Mud, Otty, Rock (sud), Thoms Mud

## Histoire
La rivière Tay s'est formée lors du retrait de la mer de Champlain après la dernière période glaciaire. Le nom que lui a donné la Première Nation Mississauga, qui contrôlait son territoire au moment de l'arrivée des premiers colons européens, ne semble pas avoir été consigné. Ils ont utilisé son territoire pour la chasse, surtout en hiver, et ont probablement récolté du manoomin (riz sauvage) sur certains de ses lacs, par exemple le lac Christie. Les premiers colons européens l'appelaient la rivière Pike ; le nom Tay l'a remplacé à un moment donné lors de l'arrivée de nombreux colons écossais après la fondation de la colonie militaire de Perth en 1816, sans doute en référence à la rivière Tay en Écosse. Le nouveau nom était déjà clairement établi lors de la construction de nombreux moulins sur la rivière dans les années 1820, et du canal Tay dans les années 1830.
Les moulins de la Tay, le canal Tay et, plus largement, l'accès qui en résulte au canal Rideau, assurent d'importantes liaisons commerciales entre les comtés de Frontenac et Lanark et Ottawa et les marchés au-delà, en particulier pour l'exploitation forestière. Les barrages sur la partie supérieure du Tay ont créé des lacs (par ex. Bobs Lake) qui étaient à l'époque des réservoirs d'eau pour le canal Rideau et qui sont aujourd'hui occupé par les propriétaires de chalets et résidents saisonniers.
À la suite de la fusion municipale en Ontario en 1998, la rivière a donné son nom à la municipalité de Tay Valley, même si la municipalité ne contient pas entièrement le bassin hydrographique de la rivière Tay.